# Claudio Costa (pittore)
Claudio Costa (Tirana, 22 giugno 1942 – Genova, 2 luglio 1995) è stato un artista italiano.

## Biografia

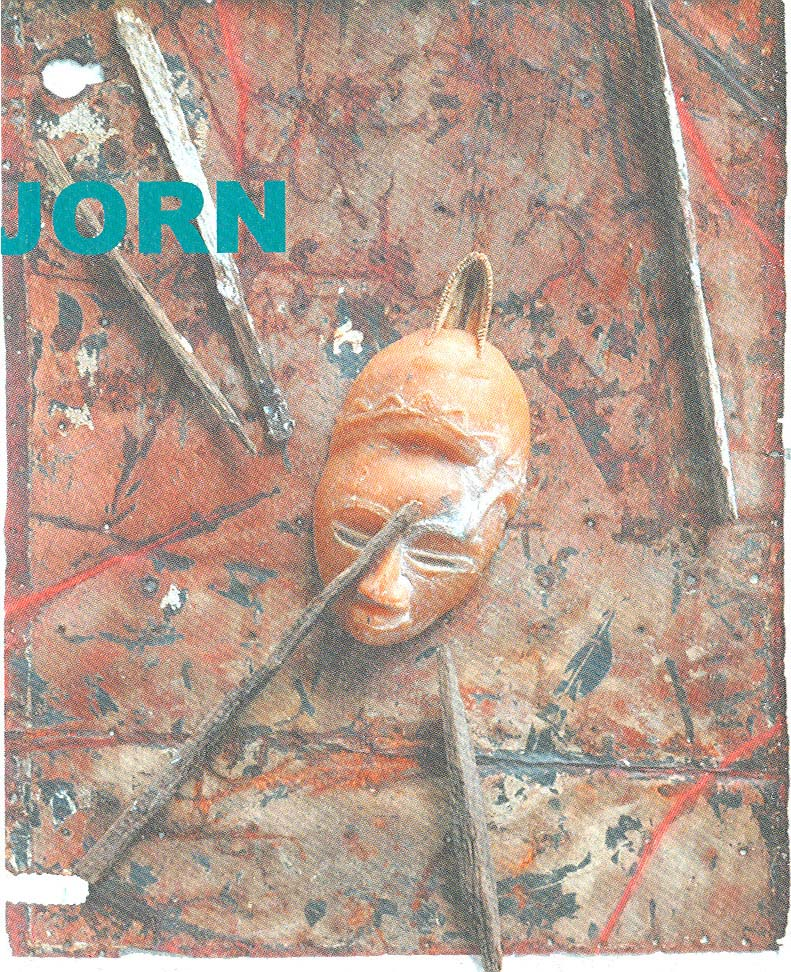
senzatitolo

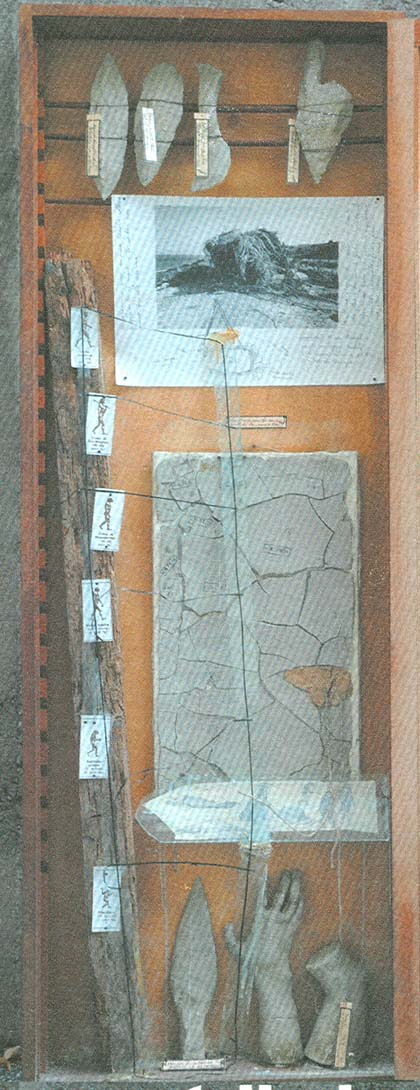
Per un inventario delle Culture

Cresciuto in Liguria, a Chiavari, nel 1960 si trasferisce a Milano dove studia architettura al Politecnico. A Parigi nel 1964, grazie ad una borsa di studio vinta con i suoi lavori calcografici, conosce Marcel Duchamp. Nel 1969 ottiene la prima personale alla galleria La Bertesca di Genova. I viaggi compiuti negli anni settanta (Nuova Zelanda, Africa) indirizzano il suo lavoro verso le culture primitive, in un parallelo volgersi alla propria infanzia e all'infanzia del mondo. Nel 1975, in linea con l'apertura verso la cultura materiale che si verifica in Italia a metà degli anni settanta, organizza con Aurelio Caminati il Museo di antropologia attiva di Monteghirfo (Favale di Malvaro), un'abitazione tradizionale dove recupera, cataloga utilizzando il linguaggio del luogo ed espone gli oggetti a essa appartenuti svolgendo un lavoro, idealmente vicino a quello di Christian Boltanski, di ricostruzione della memoria individuale e collettiva, una ricontestualizzazione opposta alla decontestualizzazione duchampiana. Dopo una serie di esposizioni in Germania è presente a Documenta 6 di Kassel. Negli anni ottanta, in un percorso di allontanamento dalla psicanalisi tradizionale e dallo strutturalismo, torna alla pittura (sono gli anni della Transavanguardia), al primitivismo e allo sciamanesimo di Beuys; è un recupero della manualità e del vissuto, in opposizione a quella dimensione fredda teorizzata da McLuhan e, di nuovo, alla preminenza del concettuale. È in questo senso che si pone quel work in regress (locuzione ripresa dal work in progress joyciano), teorizzato dal 1976, che caratterizza il lavoro di Costa: un ritorno al mito, al simbolico, al sé, anche attraverso le autocitazioni, un ritorno che, in senso pienamente postmoderno, poco ha a che fare con le ricostruzioni operate dalla storia. Nel 1986 espone alla Biennale di Venezia l'opera intitolata Diva bottiglia (per un Museo dell'Alchimia) nella sezione "Arte e Alchimia" curata da Arturo Schwarz.
L'opera di Costa è anche legata all'ex ospedale psichiatrico di Quarto dei Mille dove, in collaborazione con lo psichiatra Antonio Slavich, organizza un laboratorio di arteterapia. All'ex O.P. di Quarto Costa lavora come terapeuta dal 1986, il Museo attivo delle forme inconsapevoli viene istituito nel 1992. Dal 1986 con Jakob de Chirico, Angelica Thomas, Antonino Bove e Igor Sacharov Ross è protagonista del gruppo Kraftzellen - Cellule di Energia. L'attività di Costa a Quarto sottolinea ulteriormente quella ricerca della "non normalità" che non prescinde da esperienze personali e che è condotta in questi anni parallelamente ad un progetto museale dedicato agli scambi culturali tra artisti africani e artisti occidentali. Nei primi anni '90 si dedica anche alla Mail art.
Il polo museale di Quarto, con la sua raccolta di opere di artisti professionisti (fra gli altri Aurelio Caminati e Giannetto Fieschi) e di degenti dell'ospedale, assieme al metodo di inserimento delle opere, preceduto in molti casi da incontri fra artisti e degenti oltre che con gruppi di malati psichici esterni alla struttura di Quarto,, sono considerati comunemente dai critici come un'unica opera dell'artista stesso.
Nel 2009 è stata pubblicata l'inedita raccolta di versi di Claudio Costa Amore e disamore. Poesie 1970-1979 (Il Canneto Editore, Genova).

## Pubblicazioni
- 1969 - C. Costa, G. Beringheli, T. Trini, C. Morandi, "Claudio Costa " Edizioni Masnata Genova
- 1969 - C. Costa, M. Maini, " Pallone ", Galleria La Bertesca, Edizioni Masnata Genova
- 1970 - C. Costa " Una mostra in viaggio con fermata a Olten ", Ed. in proprio
- 1971 - C. Costa, N. Cagnone, C. Magni Gregotti, "Claudio Costa 1970. Sintomi di un lavoro" Ed. Modern Art Agency Napoli - Edizioni Masnata Genova
- 1971 - C. Costa, " Evolution Involution ", Ed. Produzentengalerie, Berlino
- 1971 - "C. Costa e Athos Ongaro ", Edizioni Masnata Genova
- 1972 - C. Costa, " Evoluzione e Involuzione", Edizioni Masnata Genova.
- 1974 - C. Costa, E Gazzero, " Due esercizi di antropologia ", Edizioni Nuovi Strumenti, Brescia
- 1975 - C. Costa, A. Caminati," Monteghirfo: Museo di Antropologia ", Ed. in proprio
- 1975 - C. Costa, A. Caminati," Controprocesso (rilettura e trascrizione animata di alcuni riti presenti a Monteghirfo)", Ed. in proprio
- 1976 - C. Costa, A. Caminati, Ed. in proprio
- 1977 - C. Costa, " Il miele dell'ape d'oro", Galleriaforma, Genova
- 1977 - C. Costa, A. Paradiso, E. Pedrini, "Situazione antropologica dell'uomo al paesaggio", Edizioni Apollinaire, Milano
- 1977 - C. Costa, " L'Uomo e l'Oggetto come fenomeni solidali nella struttura del Museo di Antropologia attiva di Monteghirfo 1975-1977", Ed. in proprio
- 1978 - C. Costa, G. M. Accame, " I giardini pensili di Babilonia ovvero l'ordine rovesciato del vivere ", Edizioni Galleria Fabjbasaglia, Bologna
- 1978 - C. Costa, "Ovest-Nord-Sud-Est (work in regress) ", Edizioni Assessorato Cultura e Teatro del Comune di Alessandria
- 1979 - C. Costa, Sarenco, "Work in regress" in Factotum Book, Factotum-art, Padova
- 1979 - C. Costa, "Materiale e metaforico. Sintomatologie sul work in regress", Edizioni Unimedia di Caterina Gualco, Genova
- 1980 - C. Costa, " Psicologia e Alchimia ", Edizioni Astrolabio, Roma
- 1981 - C. Costa, "Sublimato potabile ovvero L'Ineffabile Circolazione dell'Umano", Edizioni Massimo Valsecchi, Milano
- 1982 - C. Costa, "Tema dichiarato, tema assente ", Galleria del Cavallino, Venezia
- 1989 - C. Costa, M. Cristaldi, "Cospiratio omnium Signatura Rerum", (Manifesto) Galleria Civica di Portofino
- 1992 - C. Costa, L. Trucchi, G. Martini, E. Pedrini, " Concerto Barulé ", Edizioni Galleria Martini & Ronchetti, Genova
- Claudio Costa, Amore e disamore. Poesie 1970-1979, Il Canneto Editore, Genova 2009